# Saison 12 de PJ
Chronologie
Saison 11 de PJ Saison 13 de PJ
Cet article présente le guide des épisodes de la saison 12 de la série télévisée PJ (2007-2008).

## Épisode 1:Famille interdite
- Numéro : 123 (12.01)
- Scénario : Gilles-Yves Caro
- Réalisation : Claire de La Rochefoucauld
- Première diffusion : 
  -  France : 21 décembre 2007 sur France 2
- Invités : Nathalie Cerda : Commissaire Saboureau, Sara Martins : Dr Estelle Morin, Lara Guirao : Commissaire Motard, Patrick Medioni : l'homme à l'étoile rouge
- Résumé : Agathe et Chloé doivent intervenir lors d'une violente dispute survenue entre Bilal Benasser, 12 ans, et son père, déjà sous contrôle judiciaire pour violences sur son fils. Monsieur Benasser est arrêté et risque d'être renvoyé au Maroc, son pays d'origine. Au commissariat l'adolescent charge son père, mais dit-il la vérité ? Un nouveau commissaire, Chantal Saboureau alias la « Reine Chantal », est nommée pour « faire le ménage » au commissariat. Meurteaux, lui, a pris sa retraite sans en avertir ses collègues, après 15 ans de service. Par ailleurs, une jeune femme colombienne, qui sert de « mule » aux trafiquants de drogue, meurt à la PJ dans le bureau de Lukas. Elle avait accompagné son fiancé français venu se plaindre pour agression. Enfin, Lukas flanque une dérouillée à sa femme, laquelle, pour se venger de lui, a distillé des calomnies à son sujet et a couché avec le gardien de la paix Michon, membre du commissariat. Elle culbute dans les escaliers.

## Épisode 2:Patrons
- Numéro : 124 (12.02)
- Scénario : Stéphane Piatzszek
- Réalisation : Claire de La Rochefoucauld
- Première diffusion : 
  -  France : 28 décembre 2007 sur France 2
- Invités : Nathalie Cerda : Commissaire Saboureau, Sara Martins : Dr Estelle Morin, Élodie Hesme : Isabelle Lapierre
- Résumé : Chantal Saboureau mène toujours la PJ à la baguette et, de ce fait, se heurte systématiquement aux membres de son équipe. Chloé se fait balancer dans le canal, surprise par derrière par deux jeunes dont l'une filme la scène. Agathe et Nadine s'occupent du cas de Lesnik, un inspecteur du travail qui a été sauvagement agressé, mais refuse d'en parler. Elles le suivent dans ses tournées d'inspection afin de découvrir qui lui en voulait et pourquoi. D'autre part, une jeune fille vient porter plainte pour son grand-père. Celui-ci aurait été victime d'abus de confiance et de vol de la part de la femme avec laquelle il avait une liaison. De fait, son compte en banque a fondu. Bernard, désinvolte, mal rasé et débraillé, s'en occupe.

## Épisode 3:Monstres
- Numéro : 125 (12.03)
- Scénario : Corinne Elizondo
- Réalisation : Claire de La Rochefoucauld
- Première diffusion : 
  -  France : 4 janvier 2008 sur France 2
- Invités : Philippe Vieux : Dr Jousse, Anne Benoît : Laëtitia Gormann,  Claire Dumas : Karine Guillou
- Résumé : À la suite de la découverte d'une série de bocaux contenant des bébés formolisés, Agathe et Bernard retrouvent une gynécologue, prostrée dans une mare de peinture rouge et entourée d'autres bocaux de fœtus, volés au muséum d'Histoire Naturelle. Par ailleurs, une jeune femme est découverte inconsciente chez elle après une fête entre collègues, organisée pour célébrer son engagement définitif au sein de la société. La jeune femme disparaît de l'hôpital où elle a été transportée d'urgence. Rayann et Nadine s'en occupent. Lukas, de son côté, a repris le commandement de la P.J. depuis le départ de Chantal Saboureau. Chloé parvient enfin à le faire succomber à ses charmes. La même Chloé, toute menue et affublée d'un énorme képi, enquête sur des menaces de mort et des violences contre des étudiants allemands.

## Épisode 4:Jugement dernier
- Numéro : 126 (12.04)
- Scénario : Jean Achab
- Réalisation : Thierry Petit
- Première diffusion : 
  -  France : 11 janvier 2008 sur France 2
- Invités : Guillaume Cramoisan : Franck Lamougie, Bernard Blancan : André Gérard, Cyrille Eldin : Belfort, Muriel Solvay : Mme Kuhn, Rodolphe Congé : Michel Kuhn
- Résumé : André Gérard (voir épisode 115 : Jardins secrets) est soupçonné d'avoir mis en place un système de blanchiment d'argent en utilisant les commerçants du quartier. Il est surveillé par Nadine et Chloé. D'autre part, Bernard et Rayann enquêtent sur un acte de vandalisme dans un « Phone call » tenu par un couple de musulmans, un acte raciste selon les indices trouvés sur les lieux. La victime, Meriem, anciennement Marie Leroux, s'est convertie à l'islam en 2004. Bernard et Rayann interrogent son ex-mari, Patrick, qui aurait mal accepté cette conversion, ainsi que son fils, Axel, âgé de 15 ans. Franck Lamougie, de passage à Paris, renverse et tue un cycliste. Il appelle Agathe à l'aide. Le cycliste est donneur d'organes. Son cœur est attribué à un receveur, Michel Kuhn. Celui-ci a disparu ; à la demande de Lamougie, Agathe s'active pour le retrouver.

## Épisode 5:Erreurs de jeunesse
- Numéro : 127 (12.05)
- Scénario : Karim Bengana
- Réalisation : Claire de La Rochefoucauld
- Première diffusion : 
  -  France : 18 janvier 2008 sur France 2
- Invités : Roger Mollien : Lionel Dumont, Zacharie Chasseriaud : Kévin Lambert
- Résumé : Une femme d'une soixantaine d'années, Rachida, a été interpellée sur un marché pour agression sur un vieil homme, un certain Lionel Dumont. Dans la foulée, elle a blessé le gardien de la paix Michon, celui qui colporte des ragots contre Lukas. Alors que Rachida faisait le ménage de Dumont, elle a fracassé une série de poteries kabyles. Mais l'équipe de la PJ découvre que la femme entendait se venger d'un viol survenu il y a 45 ans, au cours de la guerre d'Algérie ; elle a reconnu son agresseur de jadis. Par ailleurs, Kevin Lambert, 11 ans, aurait tiré sur le propriétaire du logement de son père. Nadine et Bernard enquêtent. À l'école, ils découvrent un flingue dans ses affaires. Enfin, la démission d'Agathe est acceptée.

## Épisode 6:Identité
- Numéro : 128 (12.06)
- Scénario : Jeffrey Frohner
- Réalisation : Thierry Petit
- Première diffusion : 
  -  France : 1er février 2008 sur France 2
- Invités : Bernard Blancan : André Gérard, Renan Carteaux : Quentin Boucher, Manon Jomain : Dominique Garrand
- Résumé : Dans un squat, des jeunes sous l'emprise de drogues agressent des policiers et les bombardent de projectiles. Un parpaing tombe sur l'une des voitures, blessant gravement le gardien Michon, lequel décède bientôt. Surpris un parpaing à la main, Quentin (Renan Carteaux), l'entraîneur de basket-ball du quartier, est interpellé, puis tabassé et blessé par des policiers qui veulent venger Michon. Il est ensuite interrogé par Lukas, Rayann et Bernard. Au volant de sa voiture, Dominique Garrand (Manon Jomain) est entrée en collision avec un véhicule de police et a de ce fait envoyé deux policiers à l'hôpital. La vérification de son permis de conduire par Chloé révèle qu'elle aurait, en outre, omis de restituer une Mercedes louée à Nice. Mais Chloé et Nadine s'aperçoivent qu'elle est victime d'une usurpation d'identité. Son compte bancaire a été vidé.

## Épisode 7:Par amour
- Numéro : 129 (12.07)
- Scénario : Corinne Elizondo
- Réalisation : Thierry Petit
- Première diffusion : 
  -  France : 21 novembre 2008 sur France 2
- Invités : Salima Glamine : Lou Guérin, Jean-Luc Mimault : Laurent Lubert, Thierry Gibault : Jean-Marc Flesh, Claire Dumas : Karine Guillou, Laurent Fernandez : Franck Desmichel
- Résumé : Lukas et Léonetti enquêtent sur l'agression contre Magali Janson. Celle-ci a surgi dans la cour de la PJ Saint-Martin, pieds nus et le visage en sang. Elle raconte avoir été agressée chez elle par un homme masqué. Elle n'a pas eu d'autre choix que de sauter par la fenêtre pour s'échapper. Lukas et Léonetti tentent de déterminer qui a pu lui en vouloir à ce point. Il apparaît que la veille elle a mis son ami à la porte et qu'elle s'est disputée avec son fils âgé de 13 ans. Ces derniers sont alors interrogés. Rayann et Nadine interceptent un homme qui s'enfuit tout nu le long du canal. Il a été attaqué par une bande d'une dizaine d'hommes qui l'ont déshabillé, mais ont été mis en fuite par le grand chien d'un témoin. Le chien a mordu un des agresseurs, dont le sang a coulé.

## Épisode 8:Enfants errants
- Numéro : 130 (12.08)
- Scénario : Aurélie Belko et Monica Ratazzi
- Réalisation : Thierry Petit
- Première diffusion : 
  -  France : 21 novembre 2008 sur France 2
- Invités : Salima Glamine : Lou Guérin, Patrick Juiff : Robert Corty, Pierre Boulanger : Bastien
- Résumé : Zlatan, un jeune homme de 18 ans venu de Serbie, est arrêté par Bernard et Chloé pour vol et agression contre Robert Corty, un bénévole de l'Association parisienne d'aide aux jeunes errants. Au fil de leurs investigations, les policiers découvrent un racket mis en place au sein de cette association. D'autre part, Nadine et la nouvelle stagiaire s'occupent d'une affaire de cambriolage. Dans un bureau, un ordinateur contenant des infos ultra confidentielles et de grande valeur pour la société a été volé.

## Épisode 9:Effets sonores
- Numéro : 131 (12.09)
- Scénario: Murielle Magellan
- Réalisation : Claire de La Rochefoucauld
- Première diffusion : 
  -  France : 28 novembre 2008 sur France 2
- Invités : Salima Glamine : Lou Guérin, Claire Dumas : Karine Guillou, Camille Cottin : Mina Ferlet, Catherine Vinatier : Pascale Mayereau, Éric Boucher : Frémont
- Résumé : Bernard et Nadine enquêtent sur l'incendie survenu dans l'appartement d'un jeune couple, bon chic bon genre. Il s'agit de toute évidence d'un incendie criminel. Qui pouvait en vouloir aux deux jeunes ? L'enquête met au jour une liaison entre la jeune femme et une certaine Catherine, laquelle couche aussi avec le mari. Les deux femmes ont passé la nuit ensemble la veille du sinistre, en l'absence du mari. Tout montre que ce ménage à trois s'entend très bien. De son côté, Rayann s'occupe du cas d'un enfant contaminé par listeria à la suite de la consommation de lait chocolaté ramassé dans une poubelle. Quant à Maxime Lukas, il enquête avec Lou, sa jeune stagiaire, sur un vol de matériel dont est victime une chanteuse, la veille de son concert. Et Chloé, jalouse, ne ménage pas Lou devenue à ses yeux sa rivale.

## Épisode 10:Pression
- Numéro : 132 (12.10)
- Scénario : Armelle Robert et Fabienne Facco
- Réalisation : Claire de La Rochefoucauld
- Première diffusion : 
  -  France : 28 novembre 2008 sur France 2
- Invités : Salima Glamine : Lou Guérin, Sophie de La Rochefoucauld : Cécile Badiou, Didier Long : Francis Lalande, Julian Ciais : Christopher Badiou, Yoann Denaive : Thomas Breuil
- Résumé : Nadine et Rayann enquêtent sur le sabotage de l'ascenseur d'un grand immeuble d'une cité. La porte de sécurité de l'ascenseur a été enlevée et une femme est tombée du cinquième étage. Un des résidents, Francis Lalande, est soupçonné, étant donné qu'il a déjà arraché un compteur électrique pour dénoncer la vétusté et non-conformité des équipements de l'immeuble. De leur côté, Chloé et Lou s'occupent du cas de Thomas, un étudiant. Il a été agressé sur un campus et blessé au visage et aux mains par un inconnu qui lui a arraché son sac contenant ses cours et son portefeuille. Mathilde Grangier, sa petite amie depuis peu, a assisté impassible à l'agression. Le sac est bientôt retrouvé, contenant des amphétamines.

## Épisode 11:Virage
- Numéro : 133 (12.11)
- Scénario : Stéphane Piatzszek
- Réalisation : Pierre Leix-Cote
- Première diffusion : 
  -  France : 5 décembre 2008 sur France 2
- Invités : Nathalie Cerda : Commissaire Saboureau, Salima Glamine : Lou Guérin, Ali Yaya : Chérif, Olivier Cruveiller : Vetesse, Albert Goldberg : Gu, Dimitri Storoge : Cédric Xenakis
- Résumé : Rayann et Chloé enquêtent sur une agression survenue contre Serge Cayatte, retrouvé les mains écrasées au marteau. Les policiers apprennent que la victime est très connue, sous le nom d'« Ultime Terminator », comme « tueur » dans l'univers des jeux vidéo en ligne où elle fait régner la terreur en massacrant traîtreusement des personnages créés par des joueurs. Les soupçons se portent sur un certain Cédric, soigné à l'hôpital pour addiction aux jeux vidéo, celle-ci compensant une dépendance à l'alcool. La commissaire Chantal Saboureau, remplaçante de Meurteaux, veut de son côté faire du zèle et du chiffre en appliquant la tolérance zéro dans le quartier.

## Épisode 12:Sous influence
- Numéro : 134 (12.12)
- Scénario : Armelle Robert et Fabienne Facco
- Réalisation : Pierre Leix-Cote
- Première diffusion : 
  -  France : 5 décembre 2008 sur France 2
- Invités : Nathalie Cerda : Commissaire Saboureau, Salima Glamine : Lou Guérin, Claire Dumas : Karine Guillou, Bruno Sanches : Chris, MC Jean Gab'1 : Kader
- Résumé : Une petite fille de 6 ans, Léa, a été enlevée. L'agresseur a fait tomber sa mère, dont le crâne a heurté le rebord du trottoir et qui est gravement blessée. Chloé remarque que le visage de la gamine ressemble trait pour trait à celui de la petite Margot, enlevée récemment. Peu après, la petite Léa est amenée au commissariat par une dame qui l'a trouvée seule dans la rue, recherchant sa maman. Rayann et Lukas tentent d'élucider de leur côté une affaire de vol : quatre hommes sur deux motos se sont attaqués à une petite agence de voyages et emporté 12 000 euros. Une des motos est retrouvée accidentée peu après. Enfin, Nadine s'occupe de Mr Tourville, qui se plaint du vol de sa sacoche lors d'une réunion de l'Amicale de la Fessée, une association sado-maso.